# Psamtik I.
Psamtik I. (također poznat i kao Psametik ili Psametih) je bio egipatski faraon iz saiske ili XXVI. dinastije. Poznat je po tome što je nakon stoljeća nereda, podijela ili strane vlasti uspio ujediniti Egipat kao snažnu i nezavisnu državu.
Njegovo kraljevsko ime Wahibre značilo je „Stalno je srce Re“.
Psamtik I. je bio sin Neka I., saiskog vladara koga su Asirci nakon svoje provale u Egipat 670. pr. Kr. imenovali kao vazalnog kralja u Donjem Egiptu. Psamtik je kao talac odveden u Ninivu, odakle se vratio 664. pr. Kr. nakon što mu je oca ubio egipatsko-nubijski faraon Tantamani prilikom svoje provale iz Gornjeg Egipta. Asirski kralj Asurbanipal je ponovno provalio u Egipat, porazio Tantamanija te Nubijce protjerao iz Tebe.
Psamtik je postavljen na mjesto svog oca, a on je to iskoristio ne samo za uklanjanje nubijske prijetnje već i za za oslobođenje Egipta od asirske dominacije. Ona je završena 654. pr. Kr. kada su se iz Egipta povukli posljednji asirski garnizoni.
Godine 656. pr. Kr. Psamtik je uspostavio vlast i na jugu, koji je do tada još uvijek priznavao Tantamanija kao svog vladara. Njegova je mornarica bez otpora zauzela Tebu. Tijekom vladavine Psamtik je vodio nekoliko manjih sukoba s libijskim plemenima na zapadu, kao i odmetnutim prinčevima u Delti Nila. Na sjever Nubije pokrenuo je nekoliko pohoda kako bi država Kuš oslabila odnosno kako bi se izolirala prijetnja s juga.
Psamtiku je isto tako bilo izuzetno važno da očuva egipatsku nezavisnost od novih prijetnji iz Azije. Nastojeći se osigurati od Asiraca, sklopio je savez s lidijskim kraljem Gigom, ali je kasnije, kada je Novoasirsko Carstvo oslabilo nakon Asurbanipalove smrti, ponovno postao blizak s Asircima, zaključivši kako bi ojačana Babilonija mogla biti ozbiljnijom prijetnjom.
Psamtik je bio poznat i po tome što je stvorio bliske veze s Grcima, koje je koristio kao plaćenike u svojoj vojsci, a čak je i dozvolio da Grci u Drevni Egiptu osnuju koloniju Naukratis. Zbog toga ga smatraju jednim od prvih helenofilskih vladara u povijesti. Psamtika je naslijedio sin Neko II., koji je velikim dijelom nastavio njegovu politiku i od Egipta pokušavao napraviti svjetsku silu. Psamtik se pojavljuje kao značajni lik u Herodotovoj Povijesti, gdje mu je pripisan eksperiment kojim je htio ustanoviti koji je jezik nastariji na svijetu.

## Vanjske poveznice
- Psamtik I. Wahibre (University College London)
- Psamtik I. (Jimmy Dunn, Touregypt.net)
- Psamtik I. (enciklopedija Britannica)